# Michał Skóraś
Michał Skóraś (Jastrzębie-Zdrój, 15 februari 2000) is een Pools voetballer die onder contract ligt bij Lech Poznań. In april 2023 ondertekende hij een vierjarig contract bij Club Brugge.

## Clubcarrière
Skóraś genoot een deel van zijn jeugdopleiding bij Lech Poznań, waar hij in het seizoen 2017/18 zijn opwachting maakte voor het tweede elftal dat toen uitkwam in de III liga. In het daaropvolgende seizoen leende de club hem uit aan tweedeklasser Bruk-Bet Termalica Nieciecza, waar hij 28 officiële wedstrijden speelde in alle competities. In de eerste helft van het seizoen 2019/20 speelde hij op huurbasis bij Raków Częstochowa, dat in het seizoen daarvoor kampioen was geworden in de I liga en bijgevolg uitkwam in de Ekstraklasa.  
Op 8 maart 2020 maakte hij zijn officiële debuut in het eerste elftal van Lech Poznań: in de competitiewedstrijd tegen Wisła Kraków (1-1-gelijkspel) mocht hij in de 76e minuut invallen voor Tymoteusz Puchacz. Skóraś mocht dat seizoen uiteindelijk vijf keer invallen in de Ekstraklasa. In de daaropvolgende seizoenen groeide hij uit tot een vaste waarde bij Lech Poznań, waarmee hij in 2022 landskampioen werd.
In april 2023 ondertekende hij een vierjarig contract bij Club Brugge.

## Interlandcarrière
Skóraś maakte op 22 september 2022 zijn interlanddebuut voor Polen: in de Nations League-wedstrijd tegen Nederland (0-2-verlies) liet bondscoach Czesław Michniewicz hem in de 79e minuut invallen. Twee maanden later werd Skóraś geselecteerd voor het WK 2022. Daar kwam hij eenmaal in actie: in de derde groepswedstrijd tegen de latere wereldkampioen Argentinië (0-2-verlies) viel hij tijdens de rust in. Hij werd op 29 mei 2024 door bondscoach Michał Probierz opgenomen in de voorlopige Poolse selectie voor het EK 2024 in Duitsland. Op 7 juni 2024 werd hij ook opgenomen in de definitieve selectie. Polen werd in de groepsfase uitgeschakeld met nederlagen tegen Nederland (1–2) en Oostenrijk (1–3) en een gelijkspel tegen Frankrijk (1–1). Skóraś kwam op het toernooi enkel in actie als invaller tegen Frankrijk.
| Interlands van Michał Skóraś voor Polen | Interlands van Michał Skóraś voor Polen | Interlands van Michał Skóraś voor Polen | Interlands van Michał Skóraś voor Polen | Interlands van Michał Skóraś voor Polen | Interlands van Michał Skóraś voor Polen | Interlands van Michał Skóraś voor Polen |
| No.                                     | Datum                                   | Wedstrijd                               | Uitslag                                 | Soort Wedstrijd                         | Doelpunten                              |                                         |
| Als speler bij Lech Poznań              | Als speler bij Lech Poznań              | Als speler bij Lech Poznań              | Als speler bij Lech Poznań              | Als speler bij Lech Poznań              | Als speler bij Lech Poznań              | Als speler bij Lech Poznań              |
| --------------------------------------- | --------------------------------------- | --------------------------------------- | --------------------------------------- | --------------------------------------- | --------------------------------------- | --------------------------------------- |
| 1.                                      | 22 september 2022                       | Polen – Nederland                       | 0 – 2                                   | UEFA Nations League 2022/23             | -                                       |                                         |
| 2.                                      | 30 november 2022                        | Polen – Argentinië                      | 0 – 2                                   | WK 2022                                 | -                                       |                                         |
| 3.                                      | 24 maart 2023                           | Tsjechië – Polen                        | 3 – 1                                   | Kwalificatie EK 2024                    | -                                       |                                         |
| 4.                                      | 27 maart 2023                           | Polen – Albanië                         | 1 – 0                                   | Kwalificatie EK 2024                    | -                                       |                                         |
| 5.                                      | 16 juni 2023                            | Polen – Duitsland                       | 1 – 0                                   | Vriendschappelijk                       | -                                       |                                         |
| Als speler bij Club Brugge              |                                         |                                         |                                         |                                         |                                         |                                         |
| 6.                                      | 7 september 2023                        | Polen – Faeröer                         | 2 – 0                                   | Kwalificatie EK 2024                    | -                                       |                                         |
| 7.                                      | 10 september 2023                       | Albanië – Polen                         | 2 – 0                                   | Kwalificatie EK 2024                    | -                                       |                                         |
| 8.                                      | 7 juni 2024                             | Polen – Oekraïne                        | 3 – 1                                   | Vriendschappelijk                       | -                                       |                                         |
| 9.                                      | 25 juni 2024                            | Frankrijk – Polen                       | 1 – 1                                   | EK 2024                                 | -                                       |                                         |

Bijgewerkt tot 25 juni 2024

## Erelijst
| Kampioen Ekstraklasa     | 1x | 2021/22 |
| Club Brugge              |    |         |
| Kampioen Eerste klasse A | 1x | 2023/24 |
| Beker van België         | 1x | 2024/25 |
| Belgische Supercup       | 1x | 2025    |